# Przemysław Miarczyński
Przemysław Miarczyński, ps. Pont (ur. 26 sierpnia 1979 w Gdańsku) – polski żeglarz, reprezentant Polski w windsurfingu, brązowy medalista olimpijski, multimedalista mistrzostw świata. Odznaczony Złotym Krzyżem Zasługi.

## Życiorys
W 1995 zdobył tytuł Mistrza Świata juniorów w klasie Mistral.
W 1996 został członkiem polskiej kadry olimpijskiej. Zajął 8. miejsce na zawodach żeglarskich podczas Letnich Igrzysk Olimpijskich w Sydney (2000) i 5. miejsce na IO w Atenach (2004). W klasie RS:X zajął 16. miejsce na Letnich IO w Pekinie (2008) i zdobył brązowy medal na IO w Londynie (2012).
Reprezentuje klub SKŻ Ergo Hestia Sopot.
W 2010 uczestniczył w 11. edycji programu rozrywkowego TVN Taniec z gwiazdami.

## Osiągnięcia sportowe
| Rok  | Pozycja     | Klasa           | Zawody                                          |
| ---- | ----------- | --------------- | ----------------------------------------------- |
| 2014 |             | RS:X            | Mistrzostwa Świata w Żeglarstwie 2014           |
| 2012 |             | RS:X            | Letnie Igrzyska Olimpijskie 2012                |
| 2012 |             | RS:X            | Mistrzostwa Europy w Żeglarstwie 2012           |
| 2011 |             | RS:X            | Kieler Woche                                    |
| 2010 |             | RS:X            | Mistrzostwa Świata w Żeglarstwie 2010           |
| 2008 | 16. miejsce | RS:X            | Letnie Igrzyska Olimpijskie 2008                |
| 2008 |             | RS:X            | Mistrzostwa Europy w Żeglarstwie 2008           |
| 2007 |             | RS:X            | Mistrzostwa Świata w Żeglarstwie 2007           |
| 2007 |             | RS:X            | Mistrzostwa Europy w Żeglarstwie 2007           |
| 2006 |             | RS:X            | Mistrzostwa Świata w Żeglarstwie 2006           |
| 2006 |             | RS:X            | Gdynia Sailing Days                             |
| 2006 |             | RS:X            | Andalusian Olympic Week                         |
| 2006 |             | RS:X            | Sail Auckland International Regatta             |
| 2004 | 5. miejsce  | Mistral         | Letnie Igrzyska Olimpijskie 2004                |
| 2004 |             | Mistral         | Mistrzostwa Europy w Żeglarstwie 2004           |
| 2004 |             | Mistral         | Mistrzostwa Świata w Żeglarstwie 2004           |
| 2004 |             | Mistral         | Athens Eurolymp Week                            |
| 2003 |             | Mistral         | Mistrzostwa Świata w Żeglarstwie 2003           |
| 2002 |             | Mistral         | Gdynia Sailing Days                             |
| 2002 |             | Mistral         | Kieler Woche                                    |
| 2002 |             | Mistral         | SPA Regatta                                     |
| 2001 |             | Mistral         | Gdynia Sailing Days                             |
| 2001 |             | Mistral         | Mistrzostwa Świata w Żeglarstwie 2001           |
| 2001 |             | Mistral         | Mistral European & Youth/Junior Championships   |
| 2000 | 8. miejsce  | Mistral         | Letnie Igrzyska Olimpijskie 2000                |
| 1999 |             | Mistral         | XXV International Sailing Carnival Trophy       |
| 1996 |             | Mistral, Junior | Youth World Championships                       |
| 1996 |             | Mistral, Junior | New Port IYRU Youth Sailing World Championships |
| 1996 |             | Mistral, Junior | Kieler Woche                                    |
| 1995 |             | Mistral, Junior | Balaton, Mistrzostwa Świata                     |

## Odznaczenia
- Złoty Krzyż Zasługi – 2010[1].